# スチュアート・カウフマン

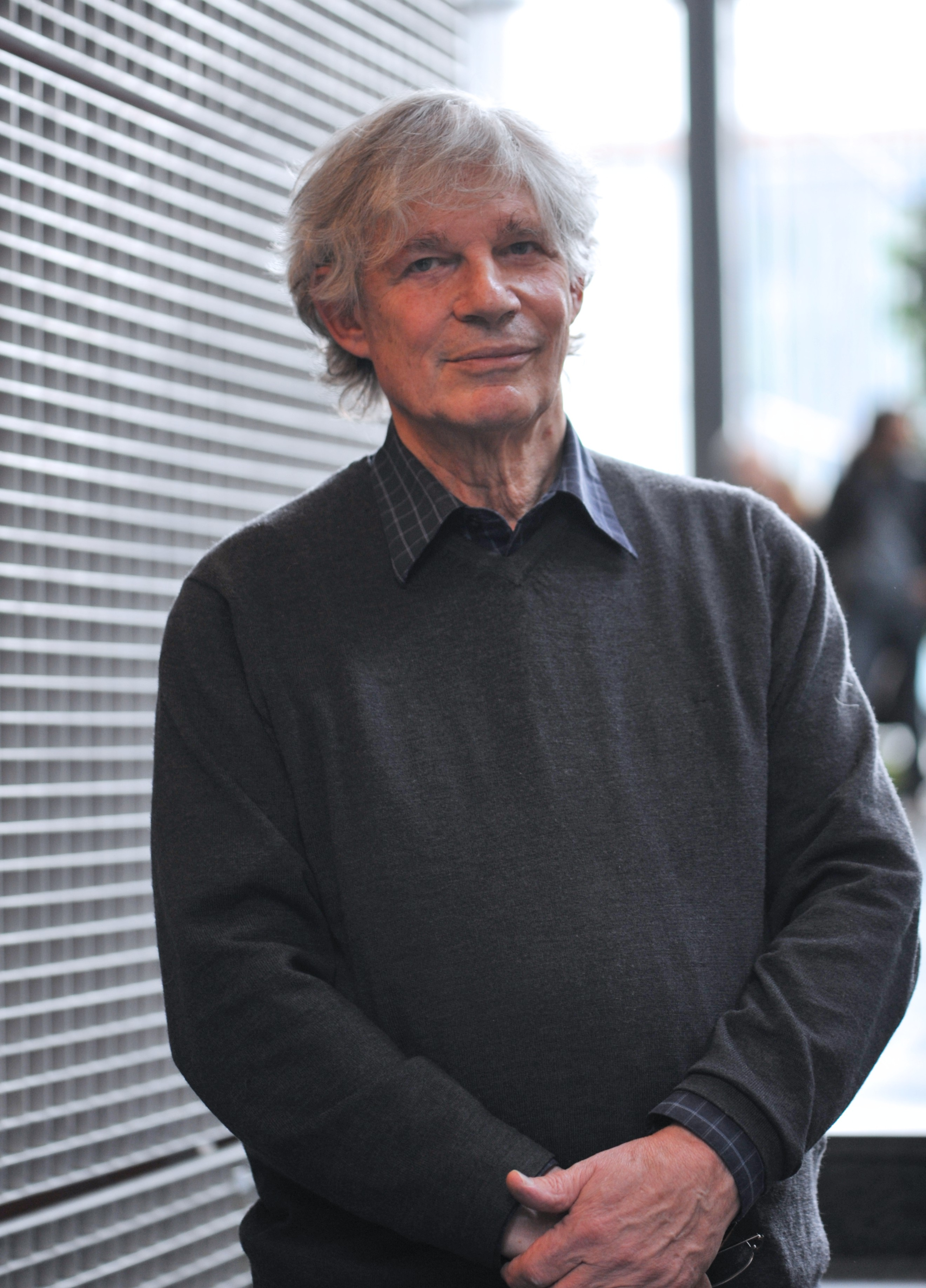

スチュアート・アラン・カウフマン (Stuart Alan Kauffman、1939年9月28日 -) は、アメリカ合衆国の理論生物学者・複雑系研究者。地球の生命の起源について多大な考察をした。生物のシステムと有機体の複雑性はダーウィンの自然選択説以上に、自己組織化と熱平衡状態から大きく離れた系(far-from-equilibrium dynamics)に由来するのかもしれないことを議論したことでよく知られている。

## 来歴
1960年ダートマス大学を卒業。1963年オクスフォード大学の学士を取得。1968年カリフォルニア大学サンフランシスコ校で医学博士の学位を取得した。医師として短いキャリアを過ごした後、ショウジョウバエの発生遺伝学の分野に移り、シカゴ大学を経てペンシルベニア大学（1975年-1995年）で生化学と生物物理学の教授になった。その間1987年から1992年まではen:MacArthur Fellowshipを受けていた。
1986年から1997年までサンタフェ研究所に在籍し様々な生物学のモデルに対する業績で有名になった。それらのモデルには生命起源の研究における自己触媒集合（en:Autocatalytic set）、発生生物学における遺伝子制御ネットワーク（en:Gene regulatory network）、進化生物学における適応度地形（en:Fitness landscape）などが含まれる。
カウフマンと同じ領域の生物学者の中には、自己組織化と進化に対するカウフマンの主張の評価を差し控えている人もいる。
1996年ニューメキシコ州のサンタフェを拠点とする営利会社en:BiosGroupを始めた。そこではビジネスの問題を複雑系の方法論で解決することを業務としていた。2003年BiosGroupはNuTech Solutionsに買収され、2008年en:Netezzaに買収された。
2004年から2009年までカルガリー大学の生物学科・物理学科・天文学科で教鞭を執りながら、iCORE（Informatics Research Circle of Excellence）の議長、the Institute for Biocomplexity and Informaticsの所長を勤めた。
彼は現在en:Tampere University of Technology、en:University of Vermontで研究を続けている。カウフマンの思想は、経済学にも大きな影響を及ぼしつつある

## 著作

### 単行本
- Origins of Order: Self-Organization and Selection in Evolution. Oxford University Press, 1993 ISBN 0195058119
- At Home in the Universe : the search for laws of self-organization and complexity . Oxford University Press, 1995 ISBN 0195095995
- Investigations. Oxford University Press, 2000 ISBN 978-0-19-512105-6
- Reinventing the Sacred: A New View of Science, Reason, and Religion. Basic Books, 2008 ISBN 9780465003006

### 論文
- "Antichaos and Adaptation." Scientific American, 1991 (August)
- Prolegomenon to a General Biology in William A. Dembski, Michael Ruse, eds., Debating Design: From Darwin to DNA. Cambridge University Press, 2004 ISBN 0521829496
- "Autonomous Agents" in John D. Barrow, P.C.W. Davies, and C.L. Harper Jr., eds., Science and Ultimate Reality: Quantum Theory, Cosmology, and Complexity. Cambridge University Press, 2004

### 訳書
- 「自己組織化と進化の論理 : 宇宙を貫く複雑系の法則」スチュアート・カウフマン著；米沢富美子監訳、日本経済新聞社、1999年 ISBN 4532147697
- 「カウフマン、生命と宇宙を語る : 複雑系からみた進化の仕組み」スチュアート・カウフマン著 ; 河野至恩訳、日本経済新聞社、2002年 ISBN 4532164257

## エピソード
マイケル・クライトン作ジュラシック・パークに登場するイアン・マルコム博士のモデルとする説もある。